# Vaani Kapoor
Vaani Kapoor (Delhi, 23 agosto 1988) è un'attrice indiana.
È nota soprattutto per il suo ruolo nel film Shuddh Desi Romance, che le ha valso nel 2014 il Filmfare Award per la miglior attrice debuttante.

## Filmografia
| Anno | Titolo              | Ruolo               | Lingua |
| ---- | ------------------- | ------------------- | ------ |
| 2013 | Shuddh Desi Romance | Tara                | Hindi  |
| 2014 | Aaha Kalyanam       | Shruthi Subramaniam | Telugu |